# Fightstar
Fightstar es un grupo de post-hardcore británico, formado en 2003 por 4 miembros: Charlie Simpson, Alex Westaway, Dan Haigh y Omar Abidi. El grupo estuvo activo hasta el 2010, cuando se hizo un parón de cuatro años para que sus miembros se centrasen en otros proyectos, para regresar después en 2014 y volver a entrar en pausa en 2015, ya que Busted, banda previa de Simpson, regresó a finales de 2014, y este quería centrarse en dicha banda. Durante la primera pausa, Simpson grabó dos discos en solitario y Westaway formó Gunship.
Fightstar han producido un EP, They Liked You Better When You Were Dead, y cuatro álbumes, Grand Unification, One Day Son, This Will All Be Yours, Be Human y Behind the Devil's Back; además de una compilación de caras-B, Alternate Endings. Producen a través de su propio sello discográfico, "Search and Destroy", de PIAS Management. 

## Historia

### Orígenes (2003 - 2004)
Fightstar se formó a en 2003, después de que Charlie Simpson conociera a Alex Westaway y Omar Abidi  en una fiesta y surgiese la posibilidad de hacer una improvisación. Tras esto, quedaron para ir a un concierto pocos días después y, tras él, fueron a casa de Simpson y compusieron su primera canción. Más tarde, Westaway invitó a su amigo del colegio Dan Haigh y planearon ensayos. Por aquel entonces, Simpson no estaba a gusto en Busted y acabó dejando esa banda.
Durante las primeras apariciones, la banda fue recibida negativamente y con mucha crítica por parte de la prensa debido a la formación musical pop que tuvo el líder Charlie Simpson. Simpson, de hecho, ha mostrado sus sentimientos sobre la animosidad orientada hacia la banda en un principio. Durante una entrevista en 2009 dijo, "si volvemos atrás en el día en que se creó Fightstar, vemos que hubo mucha curiosidad y pre-concepciones por parte de la gente. Pero alguien que dice o escribe cualquier cosa sin siquiera darle una oportunidad es muy ignorante. A la gente como esta les hago menos caso que a la mierda".
Más adelante, sin embargo, empezaron a recibir buenas reacciones por parte del público en los primeros conciertos, y su EP, They Liked You Better When You Were Dead, fue gran éxito, permitiendo a la banda ganar respeto.
Desde entonces, sus tres siguientes álbumes de estudio han recibido elogios y positivos comentarios críticos. De hecho, el editor Paul Brannigan de la revista semanal de rock Kerrang! declaró que su álbum debut, Grand Unification, era "uno de los mejores álbumes de rock británico de la década pasada". [6] También han sido nominados en los premios Kerrang! por el 'Mejor británico recién llegado' (en inglés Best British Newcomer) y Mejor Banda Británica (Best British Band).

### They Liked You Better When You Were Dead(2004 - 2005)
Este primer EP de Fightstar estuvo bastante influenciado por el autor Chuck Palahniuk, por quien decidieron bautizar una canción con el nombre "Palahniuk's laughter" e incluyendo un dibujo de Edward Norton, personaje que aparece en la adaptación de la pel lícula "Palahniuk book Fight Club".
El estreno de Fightstar con el álbum, "They Liked You Better When You Were Dead", salió el 28 de febrero de 2005, tras un rápido viaje promocional por el Reino Unido. La salida demostró suficiente popularidad como para garantizar una reimpresión el 23 de marzo de 2005. La primera pista, "Palahniuk's laughter", gozó de una fuerte aparición en los canales musicales de la televisión y duró varias semanas en las listas de demanda basadas en demandas de vídeo y radio. La pista al principio fue titulada "Out Swimming in the Flood", pero fue renombrada después del tsunami de 2004.

### Grand Unification(2005 - 2006)
Fightstar entró al estudio en octubre de 2005 para empezar a trabajar en su primer álbum de larga duración. Regrabaron tres canciones de su primer EP, las cuales eran "Mono", "Hazy Eyes", y "Lost like tears in rain". Comentó también que grabaron una nueva versión de su primer sencillo "Paint your target" el cual fue originalmente producido por Chris Sheldon. Fightstar terminó su primer álbum de longitud completa el 13 de marzo de 2006 por Island Records, con el título Grand Unification. Producido y editado por Colin Richardson (Bullet for My Valentine, Machine Head, Funeral for a Friend), el álbum entró a mediados de semana en el #11 y acabó en el #28 en la lista del Reino Unido. Grand Unification salió a América en marzo de 2007, y luego hicieron un paro completo por los Estados Unidos.
El primer sencillo de la banda, "Paint Your Target" fue terminado el 13 de junio de 2005, llegó al lugar * 9 en la lista de sencillos del Reino Unido (UK Singles Chart). Su segundo sencillo, "Grand Unification Part 1" salió el 31 de octubre de 2005, y se quedó en el lugar #20 de la lista.
Una nueva versión de "They Liked You Better When You Were Dead" salió a principios de 2006 para Deep Elm Records en América.
Durante marzo de 2006, fueron listados por la revista de rock Americana Alternative Press como uno de los grupos que vale la pena ver y escuchar.
Fightstar ha hecho una versión de la canción de Metallica "Leper Messiah" y de Deftones "My Own Summer" por el CD gratuito de la revista Kerrang! durante el 2006. También han hecho una versión acústica de la canción de Deftones "Minerva", la cual está disponible en el 7.º vinilo de la versión del sencillo "Waste A Moment".
Una nueva versión del álbum "They Liked You Better When You Were Dead" fue entregada a principios de 2006 en América a través de Deep Elm Records. También lanzaron Grand Unification, los EE. UU. y Canadá el 17 de abril de 2007. Esta versión fue diferente a las británicas y japonesas, incluyendo versiones de la B-side "Hazy Eyes" y de "Fight For Us" como la pista número 14.

### One Day Son, This Will All Be Yours(2007 - 2008)
El grupo firmó un contrato con Institute Records. Grabaron "One Day Son, This Will All Be Yours" en Los Ángeles con el productor Matt Wallace, el cual ha producido "Faith No More", Satchel, Deftones y Sugarcult. El álbum salió al 24 de septiembre de 2007.
El primer sencillo de este álbum fue "99". Fightstar creó una página web de descarga libre para obtener esta canción gratuitamente desde internet. El segundo sencillo fue "We apologise for Nothing" que llegó al número 1 de la lista "UK independiente chart". Seguidamente se entregó el sencillo Deathcar, canción de la cual se hizo un vídeo con muy poco presupuesto (precisamente por eso, la banda afirma que están muy contentos con el resultado), Floods (que alcanzó el puesto número 3 de la lista sobre música británica: "UK indie rock chart, y vídeo del que ha sido el mejor recibido de la banda) y finalmente" I Am the Message "(que fue entregado el 16 de junio del 2008).

### Alternate Endings(2008)
El 11 de agosto de 2008 la banda entregó al mercado un álbum B-side llamado "Alternate Endings". En él están todos los b-sides de la banda, un directo en acústico del "Collin Murray show" y algunas pistas inéditas.
Fightstar grabó una versión de "Fear Of The Dark" para un CD de versiones de Iron Maiden, 'Maiden Heaven: A Tribute to Iron Maiden', con la colaboración de varios artistas.
Encabezó la etapa de The Rocksound Cave a Guilfest, y también apareció en el escenario principal del Greenbelt festival en el 2008.

### Be Humany primer parón (2008-2010)
En el "Download Rock Festival" de 2008, Fightstar anunció a la prensa que volverían al estudio en agosto del mismo año 2008 para empezar a grabar su siguiente álbum, para tener lo listo a principios del 2009, afirmando que ya tenían listas 4 canciones en el momento. El nombre del álbum fue confirmado más adelante, como Be Human y su salida a la venta el 20 de abril de 2009. Aun así el álbum estuvo disponible en iTunes en los Estados Unidos de América y a Gran Bretaña un día antes.
Fightstar lanzó su nuevo sencillo, "The English Way", el 3 de noviembre de 2009 y alcanzó el número 1 en la lista de Rock británica. El sencillo es constantemente reproducido en la lista de Kerrang!, Cadenas de televisión Scuzz y el canal de YouTube de Kerrang's. El vídeo fue número 1 en el Top 10 de MTV2.
Fightstar fueron premiados por el nuevo video del sencillo "The English Way", que quedó 62 en las listas británicas. Superó el lugar número 75 que llegó "We apologise for Nothing" del año 2007.
La banda tocó con Feeder en la primera parte de su gira por el Reino Unido, que comenzó el 21 de octubre de 2008. El batería Jason Bowld va reemplazando a Omar Abidi en la gira, mientras él se recuperaba de su rotura de muñeca. Abidi volvió a encargarse de la batería en la gira del 2009. Debido a la rotura de la muñeca de Abidi, Charlie Simpson tuvo que tocar la batería en algunas pistas del álbum Be Human.
El nuevo sencillo, Mercury Summer, salió el 6 de abril de 2009, aun así, el videoclip musical ya se había estrenado en su página de MySpace el 25 de febrero del mismo año.
Hay que comentar que la recepción del sencillo fue extremadamente positiva, con el ascenso de la canción a la "A List", lista de reproducción de la Radio 1, y también fue bien recibida después de que la banda apareciera en un show musical en la cadena de televisión BBC2. "Mercury Summer" también ha sido añadido a la lista de reproducción diaria de "XFM" y fue elegida el registro de la semana por Ian Camfield's. Emma Scott y Kerrang Radio station han hecho también de Mercury Summer su registro de la semana.
El álbum "Be Human" está realizado por la discográfica "Search & Destroy Records" y la banda ha coproducido la grabación con Carl Bown. En recientes entrevistas, la banda ha comentado que el nuevo disco será "muy diferente" de sus versiones anteriores. Charlie Simpson, dijo que quería experimentar con más de un sonido "ópera rock", incluyendo cuerdas llenas y corazón. No obstante, también señaló que aunque puede ser diferente, seguirá siendo Fightstar y sus pistas incluirán oscuros y elementos pesados (dark and heavy elements).
El 7 de abril de 2009 el sitio web del NME anunció que Fightstar sería el Download Festival 2009.
El 9 de abril de 2009, la versión final de "Colours Bleed To Red" se tocó en el show de Colin Murray. Murray dijo sobre el sencillo "Mercury Summer": "Es sólo cuando tú la escuchas en el contexto del álbum que entiendes su significado. Es, de hecho, algo más experimental que las otras canciones pero al mismo tiempo sigue siendo una canción de Fightstar ".
Fightstar entregó su tercer sencillo del álbum Be Human, Never Change, el 20 de julio de 2009.
Durante julio de 2009, el segundo álbum de la banda, One Day Son, This Will All Be Yours fue relanzado mediante Edsel Records. Esta edición de lujo cuenta con un segundo CD con los b-sides (caras-b) de los diferentes sencillos del álbum, y también sirve como la versión americana de los álbumes. En 2010, el grupo entra en pausa, pues sus integrantes querían centrarse en otros proyectos musicales.

### Behind the Devil's Backy segundo parón (2014 - actualidad)
En 2014, el grupo volvió a reunirse y en 2015 salió a la venta Behind the Devil's Back. En un comunicado de prensa, Simpson dijo:  "este álbum es fresco y moderno, pero singularmente identificable como Fightstar. Esperamos que los fanes les encante tanto como a nosotros, ya que nos divertimos mucho haciéndolo. Habíamos estado separados un tiempo y, una vez que entramos en el estudio de grabación, las ideas surgieron rápido, y el álbum salió de una forma muy orgánica". Sin embargo, en 2014, Busted vuelve a reunirse y en 2015 Fightstar cesa su actividad de nuevo.

## Estilo musical e influencias
La banda ha sido relacionada con los géneros post-hardcore, rock y metal alternativo y emo. El álbum Grand Unification también es catalogado como hard rock  y, por su parte, Be Human, incluye elementos orquestales y la música toma un carácter cercano al  rock sinfónico y progresivo. El heavy metal también fue mencionado para describir ciertas canciones del álbum.
Han sido influenciados por artistas de géneros muy variados, como Nirvana, Deftones, Radiohead, Silverchair, Pantera, Mono, Explosions in the Sky, The Cure, The Prodigy, Machine Head, Thrice y Jeff Buckley.

## Discografía
Álbumes de estudio
- 2006: Grand Unification
- 2007: One Day Son, This Will All Be Yours
- 2009: Be Human
- 2015: Behind the Devil's Back

## Miembros
- Charlie Simpson - Voz principal, guitarra y piano
- Alex Westaway - Guitarra y voz
- Dan Haigh - Bajo
- Omar Abidi - Batería

## Enlaces
- Web Oficial
- Fightstar Portugal
- Fightstar España

- Datos: Q1357682
- Multimedia: Fightstar / Q1357682